# Petr Vondráček

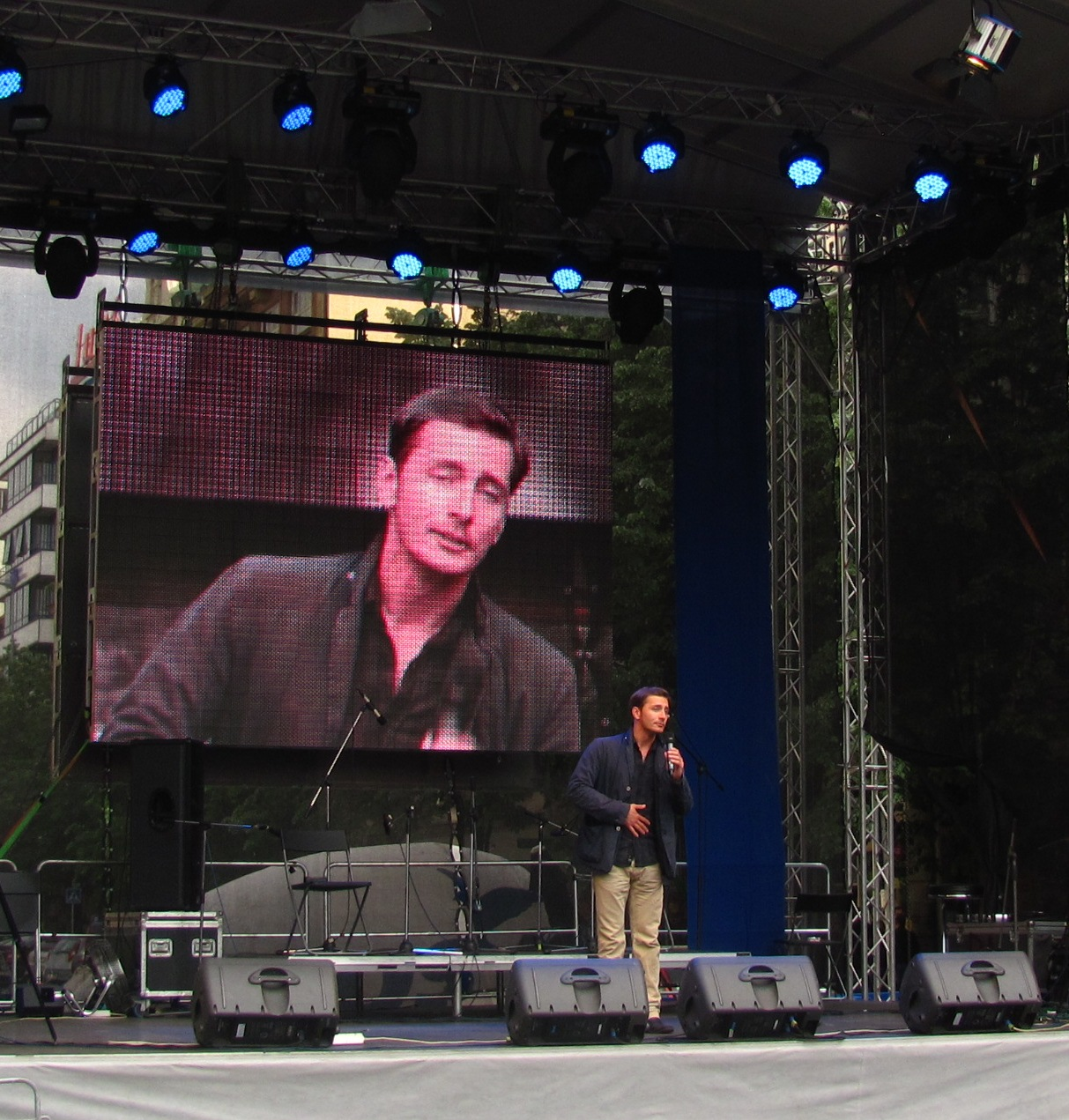
Petr Vondráček (2010)

Petr Vondráček (* 26. února 1976 Ústí nad Labem) je český moderátor, konferenciér, herec, hudebník, zpěvák a klavírista.

## Život a kariéra
Do povědomí českých diváků se dostal hlavně účinkováním v seriálu Rodinná pouta v televizi TV Prima, který byl později přejmenován na Velmi křehké vztahy. Později začal vystupovat jako moderátor v pořadu TV Prima Hádej, kdo jsem. Zpívá a hraje v kapele Lokomotiva, s níž dříve vystupoval v pořadu Miloslava Šimka a Zuzany Bubílkové Politické harašení aneb S politiky stále netančíme, který vysílala TV Nova. V hudbě má rád žánr rokenrolu. V letech 2011–2012 moderoval soutěžní pořad To byl náš Hit na TV Barrandov. Na jaře 2016 byl jedním ze soutěžících v úspěšné hudebně – zábavné show TV Nova Tvoje tvář má známý hlas.
Z partnerského vztahu s herečkou Barborou Janatkovou má dceru Annu, která se narodila 7. října 2009.
Je členem týmu Real TOP Praha, v jehož dresu se zúčastňuje charitativních zápasů a akcí. S fotbalem začínal v přípravce Chemičky Ústí nad Labem.

## Divadelní role, výběr
- 2007 Jiří Brdečka: Limonádový Joe, Limonádový Joe, Divadlo Josefa Kajetána Tyla v Plzni, režie: Tomáš Dvořák[3]
- 2011 Peter Stone, Rupert Holmes: Vražda za oponou, Aaron Fox, Hudební divadlo Karlín, režie Antonín Procházka
- Nick Carter: „Adéla ještě nevečeřela“ (divadlo Broadway)